# Stenungsunds OK
Stenungsunds OK är en svensk orienteringsklubb. Klubben bildades 1967 och har förutom orientering även längdskidåkning på programmet. Stenungsunds OK tillhör Bohuslän-Dals orienteringsförbund (BDOF) och har ungefär 160 medlemmar. Klubben har sin hemvist i Stenungsund, på Furufjäll, strax öster om samhället.